# Marzolino
Marzolino (en corse Marzulinu [marˈʦuliːnu]) est une contrée de la piève de Filosorma, située sur le territoire des communes de Calenzana et de Galéria, dans le département de la Haute-Corse et la région Corse.
Elle comprend la vallée de la rivière du même nom et est constituée de minuscules hameaux (parmi lesquels Prezzuna, Amaco et Pieve) et de domaines agricoles isolés.

## Géographie

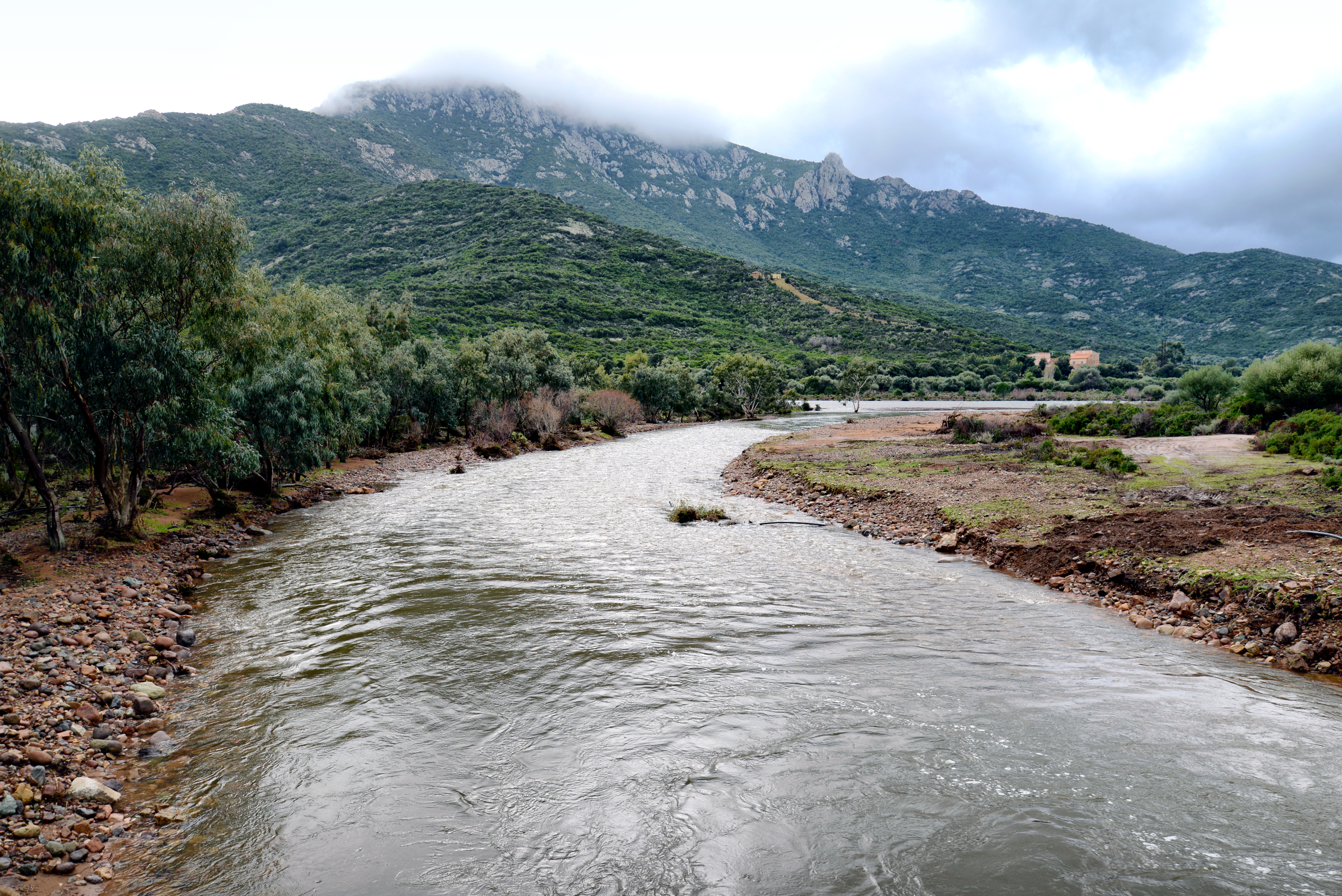
Le Marsolinu vu proche de sa confluence avec le Fango.

Marzolino est situé dans la vallée de la rivière du même nom, tributaire du Fango, incluant également les vallons de ses affluents, dont ceux de Prezzuna (long de 11 km) et de Finocchie. Le Marzolino rejoint, quant à lui, le Fango peu avant le pont des Cinq Arcades, sur la route de Galéria à Calvi.
La vallée regroupe de nombreux hameaux, tels Intelle, Cipalette ou Chiusone, éparpillés à proximité de l'église Sainte-Lucie, siège de l'annexe de la mairie de Galéria, ainsi que les hameaux d'Amaco, Finocchie et Pieve, plus au nord.

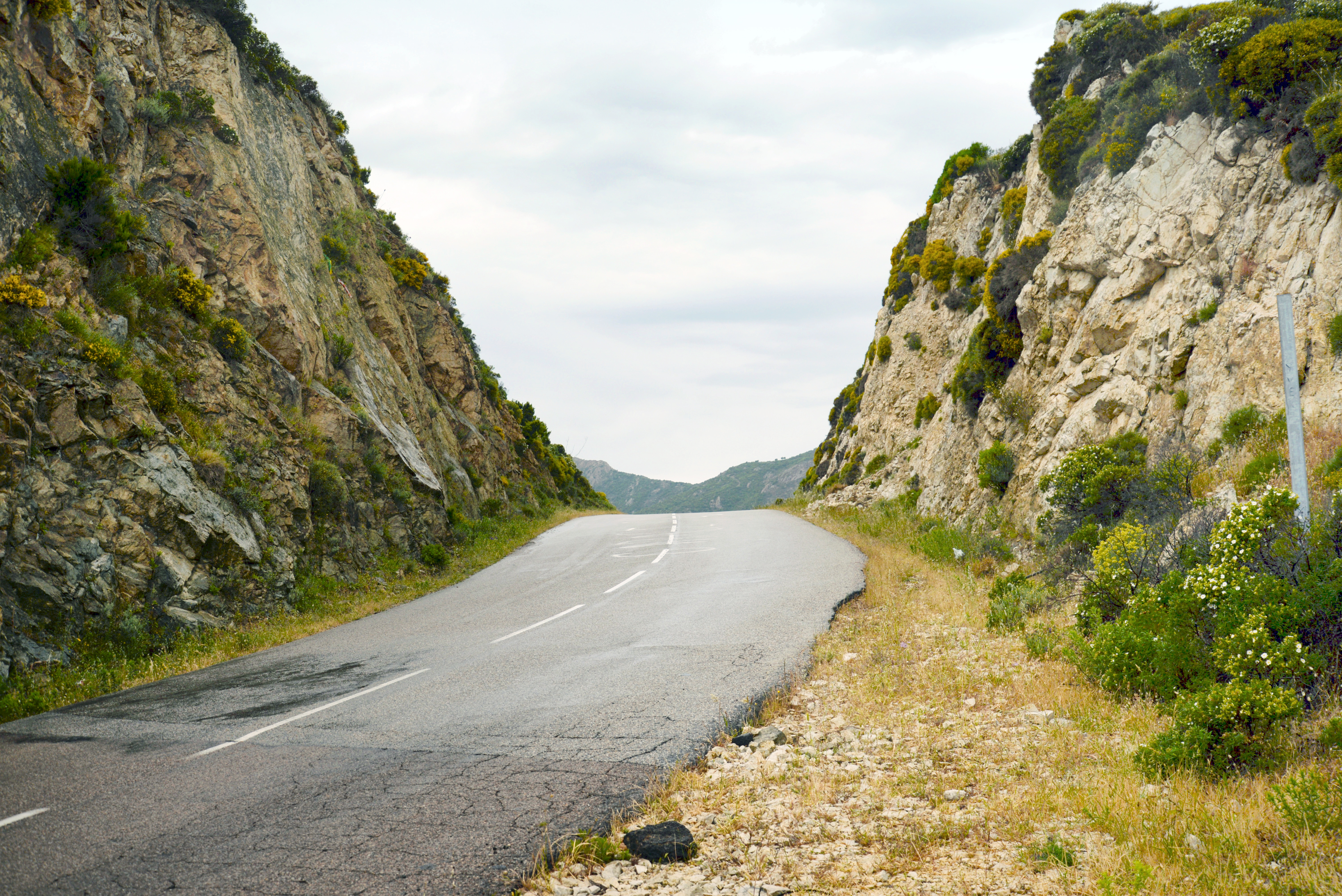
Le col de Marzolino.

L'axe névralgique de la vallée est la RD 81 qui pénètre le territoire au nord par le col de Marzolino. et rejoint Galéria.

## Urbanisme

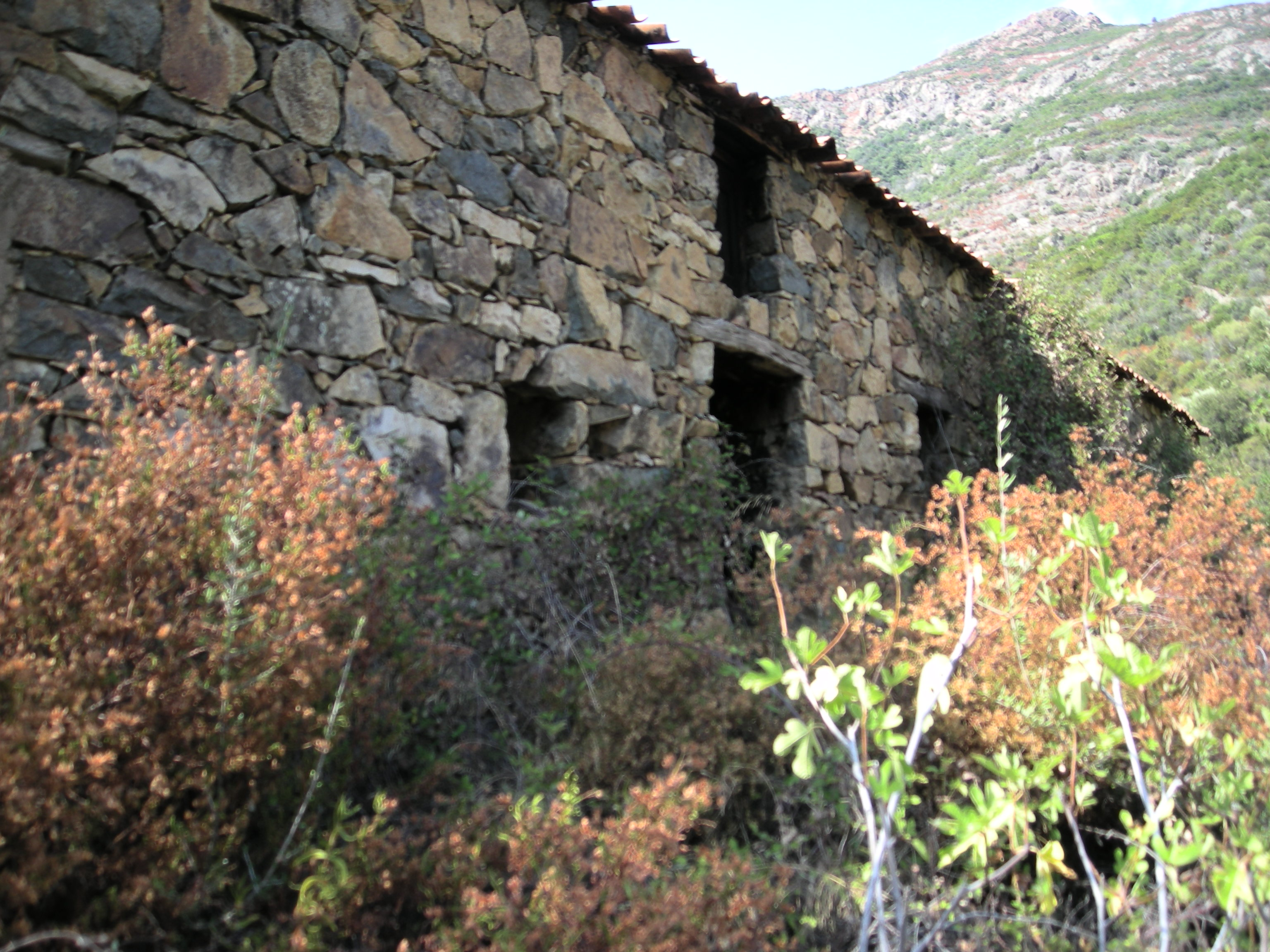
Maison abandonnée à Chiusone.

### Chiusone
Chiusone est le hameau de Prezzuna le plus à l’est ; il est établi à contre-pente, de part et d’autre d’un petit ruisseau sans nom. La plupart des maisons sont situées à l’ouest de ce ruisseau et font donc face à l’est, en direction de la bergerie de Lucca au fond de la vallée ; deux autres maisons isolées sont établies à l’est de ce ruisseau et regardent vers le sud. 
La hameau de Chiusone est aujourd’hui totalement inhabité. Les ronces ont tout envahi, mais l’on voit encore quelques beaux oliviers dans le maquis ; les murs de soutènement sont souvent abattus et tout le secteur est totalement à l’abandon.
Il y a trois autres lieux-dits Chiusone en Corse, tous situés en Corse-du-Sud, dans les communes de  Carbuccia, Cuttoli-Corticchiato et de Tolla. En Toscane, près de Grosseto,  un parc naturel ainsi qu’une ferme de tourisme agricole portent aussi ce nom. Enfin, toujours en Italie, dans les vallées du Dauphiné cédées en 1713 au Piémont, le Val Cluson est devenu le Val Chiusone. 
Pour ce qui est de l'étymologie, chjusone est très proche du mot « chjosu » qui signifie « à l’abri », « au couvert », « clos », « enclos ». Dans son Histoire de la Corse, M. Pierre Antonetti indique aussi  que dans les « Terres du commun », chaque membre de la communauté pouvait prélever une portion des biens communs (presa) et, à condition de les clôturer, en faire une propriété individuelle (chioso). Selon cette hypothèse, U Chjusone se traduirait par « le grand enclos ».

## Histoire
La podestérie de Balagna comprenait en 1366 les mêmes pièves que cent ans plus tard en 1454 : Chiomi, Armito, Olmia, Pino, Sant'Andréa, Tuani, Giussani et Ostriconi.
Vers 1520, la piève d'Armito, correspondant géographiquement à la vallée du Marzolino était inhabitée ; mais sa piévanie, selon Mgr Giustiniani, était l'église San Giovanni Battista de Calenzana. La piève d'Armito a disparu des registres des tailles à partir de 1537.
Prezzuna un ancien village où se trouve l'église Sainte-Lucie à côté du cimetière. Il a été fréquenté au XXe siècle par les illustres poètes niolins Peppu Flori et Pampasgiolu di l'Acquale. Ce dernier repose au cimetière de Prezzuna.
Si la vallée de Prezzuna est aujourd'hui très faiblement peuplée, il n’en a pas toujours été ainsi car, jusqu’après la seconde guerre mondiale, il accueillait  pendant les mois d’hiver les bergers du Niolo, et plus particulièrement ceux de Lozzi,  qui venaient y faire paître brebis et chèvres d’octobre à mai. 
Cette transhumance concernant des familles entières, à l’exception des vieux, des Niolins sont donc nés ou décédés dans les montagnes, d’autres dans la plaine ; on peut d’ailleurs voir dans le cimetière voisin de l’église de Sainte-Lucie les tombes de nombreux Niolins.
Cette transhumance ayant aujourd’hui cessé, certains Niolins se sont fixés dans la plaine où ils ont fait souche mais la majorité reste désormais dans le Niolo.

## Lieux et monuments

### Église Sainte-Lucie
L'église Sainte-Lucie (Santa Lucia) se trouve à l'ancien village de Prezzuna. Elle est attenante à une annexe de la mairie de Galéria, et à la Maison des Poètes (Casa di i Pueti à Peppu Flori à Pampasgiolu), deux grands poètes corses originaires de Lozzi. Elle domine le cimetière où repose le poète (Pampasgiolu di l'Acquale. Elle a été restaurée récemment.

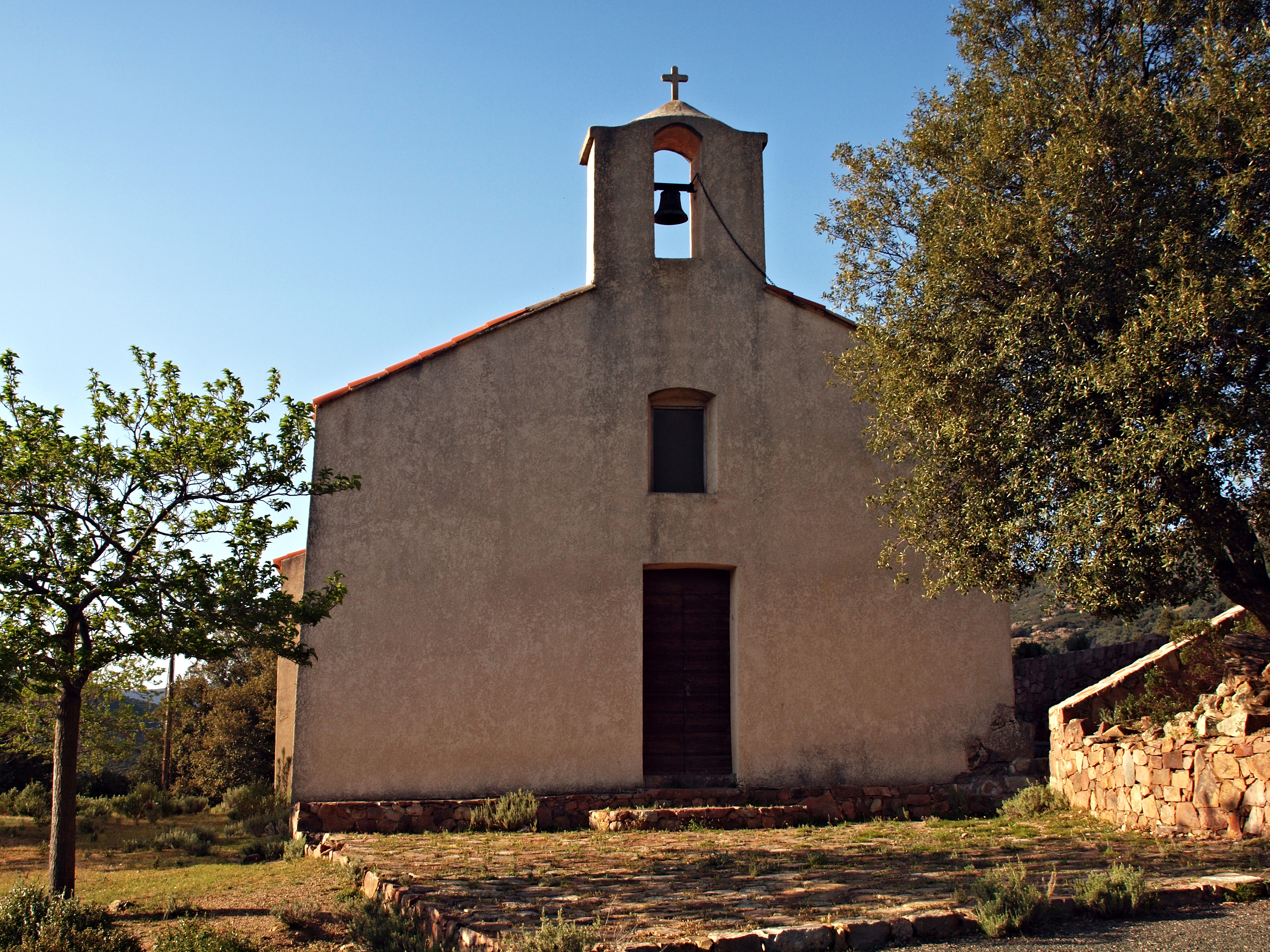
Vue de l'église Sainte-Lucie.

### Maison des Poètes
L'ancienne école primaire de Prezzuna abrite désormais la  Casa di i Pueti (Maison des Poètes) dédiée à Peppu Flori et Pampasgiolu di l'Acquale, deux illustres poètes corses du XXe siècle, originaires du Niolo. À l'arrière du bâtiment qui est accolé à l'église Sainte Lucie, se situe une annexe de la mairie de Galéria.

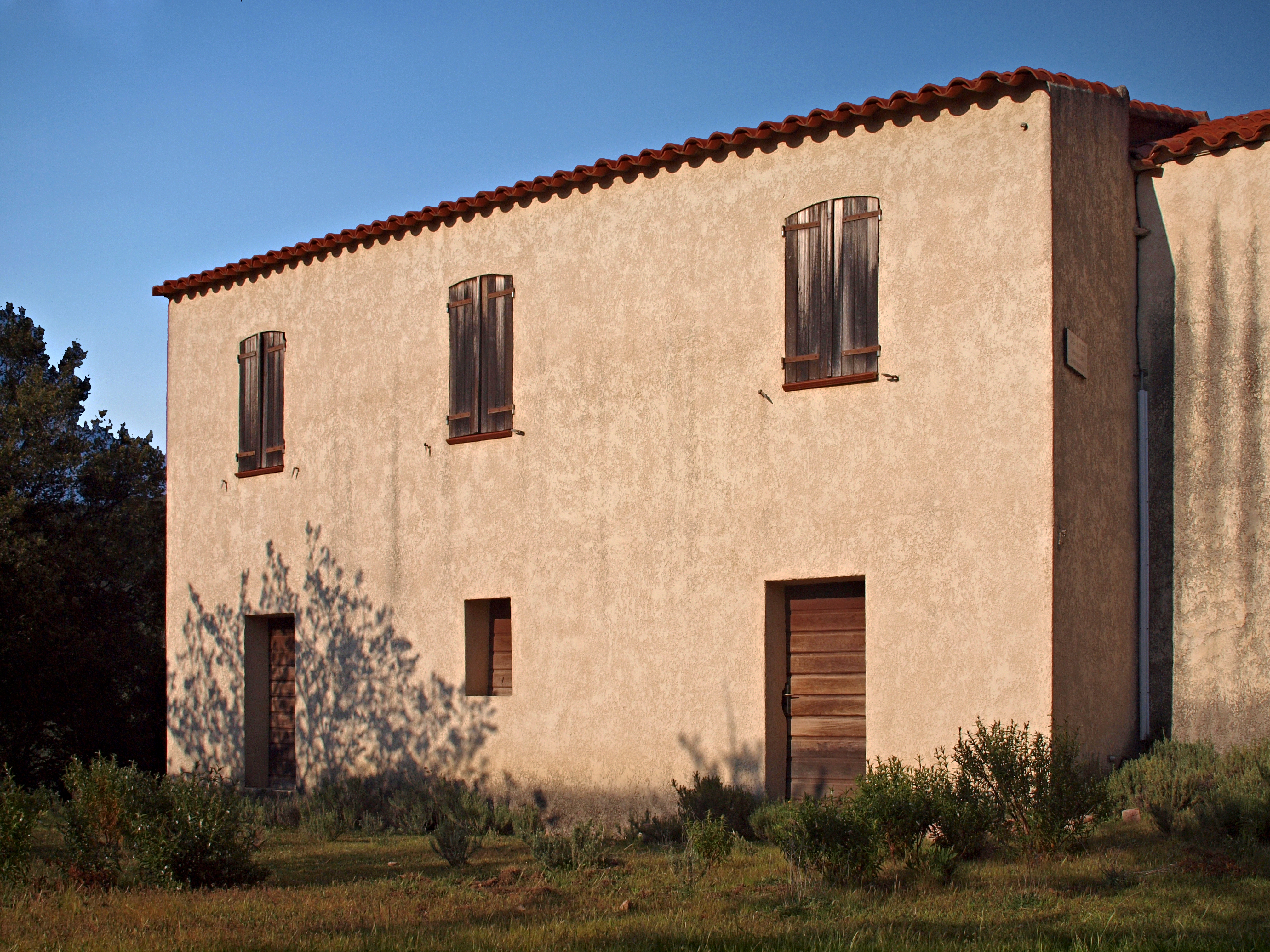
Vue de la maison des Poètes.

### Ancienne piévanie de Marzolino
Les vestiges de l'église San Giovanni, ancienne église piévane d'Armito, datent du XIe siècle. La piève était déjà complètement inhabitée à partir du XVIe siècle.

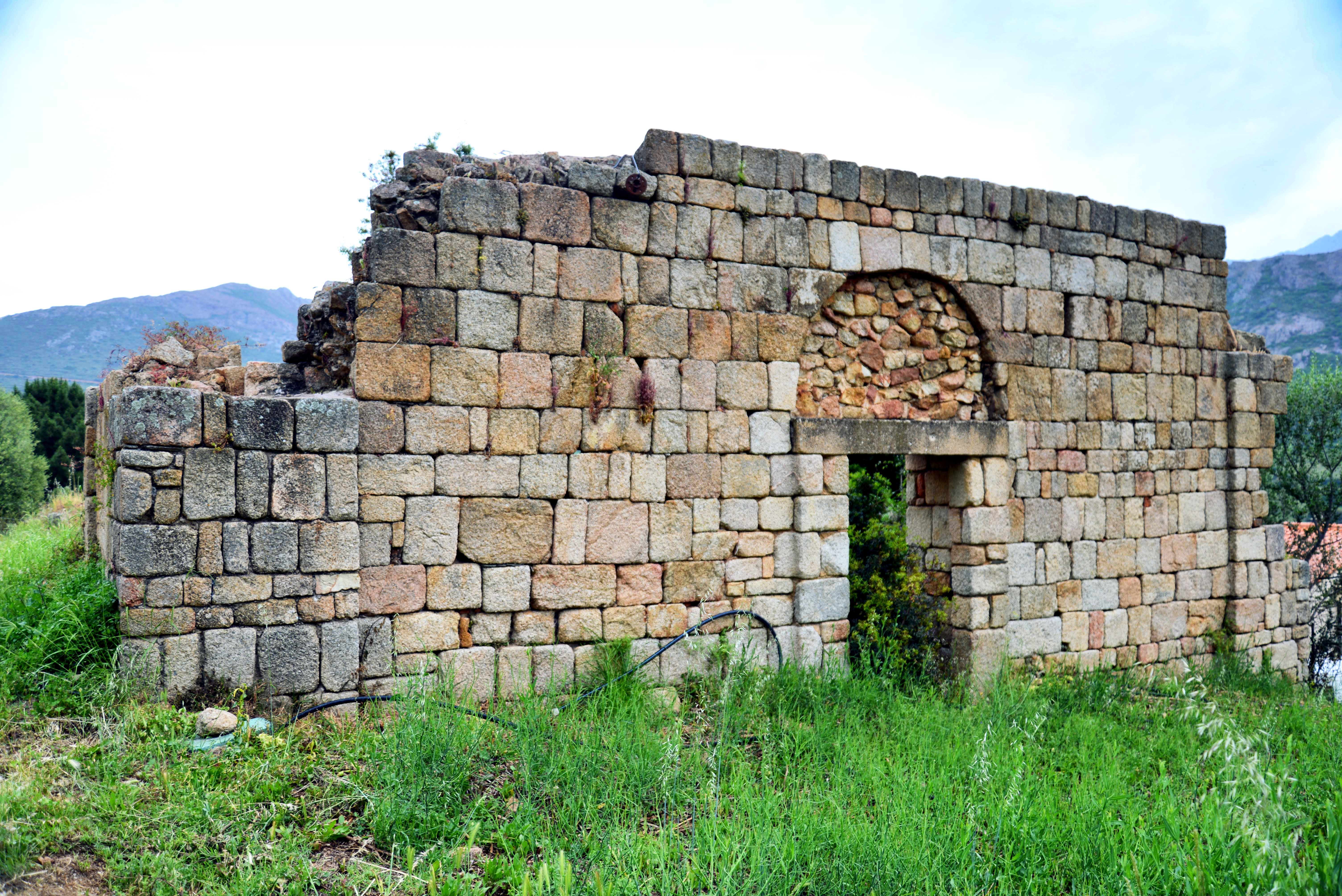
Vue de l'église ruinée San Giovanni d'Armito.

## Pour approfondir